# Home del sac
L'home del sac és un personatge de la cultura popular que segons la llegenda segresta els nens ficant-los en un sac. Se sol representar com un home que vaga pels carrers amb un sac a la recerca de nens perduts. És un dels estereotips d'ésser amb què es fa por a les criatures.
Entre altres figures per espantar la mainada, com per exemple el papu, la figura d'un home amb un sac que s'enduu els nens està present a algunes cultures del món, com a Bulgària, Portugal, Haití i al nord de l'Índia, entre d'altres. Evidentment, amb sac o sense, la figura de l'ésser que espanta la mainada és universal.. Generalment hom diu als nens "que vindrà l'home del sac" per evitar que s'allunyin dels pares. Sovint s'identificava amb personatges reals, com el drapaire.
A Barcelona es deia que l'home del sac agafava els nens en un sac per aprofitar-ne el greix per a les vies del tren.
La llegenda d'un "home dolent amb un sac" té un origen probablement molt antic. Encara que hi hagi hagut casos criminals que poden tenir alguna comparació amb la figura de l'home del sac, no sembla que tinguin res a veure amb el seu naixement i la seva consolidació com a ésser mític.